# Parc Parmentier
Le parc Parmentier (en néerlandais : Parmentierpark) est un parc de promenade bruxellois de la commune de Woluwe-Saint-Pierre, le long de l'avenue de Tervueren et de l'avenue Edmond Parmentier. Il est une relique de la forêt de Soignes.
Il fait partie d'un ensemble avec le parc de Woluwe, le parc des Étangs Mellaerts et le domaine du Bovenberg. Il fut desservi à l'époque par la gare de Woluwe.

## Historique
Le parc Parmentier, vestige d'un parc privé de 12 ha, fait partie d'un ensemble paysager homogène voulu par le roi Léopold II pour embellir les abords de l'avenue de Tervueren et de son embranchement avec le boulevard du Souverain.
L'entrepreneur Edmond Parmentier commença la construction de l'avenue de Tervueren en 1895. Il se constitua une propriété le long de l'avenue et du talus situé à l'angle de l'avenue qui porte aujourd'hui son nom. Dans un souci de cohérence urbanistique, il s'engage à l'aménager ainsi que le talus du parc de Woluwe voisin, d'après un plan de l'architecte paysagiste Élie Lainé englobant les tracés des parcs voisins de Woluwe et des Étangs Mellaerts.

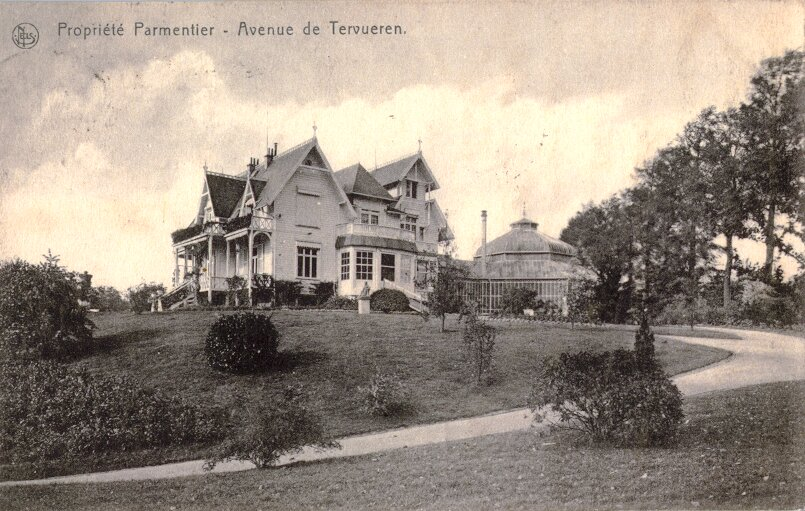
Villa Parmentier

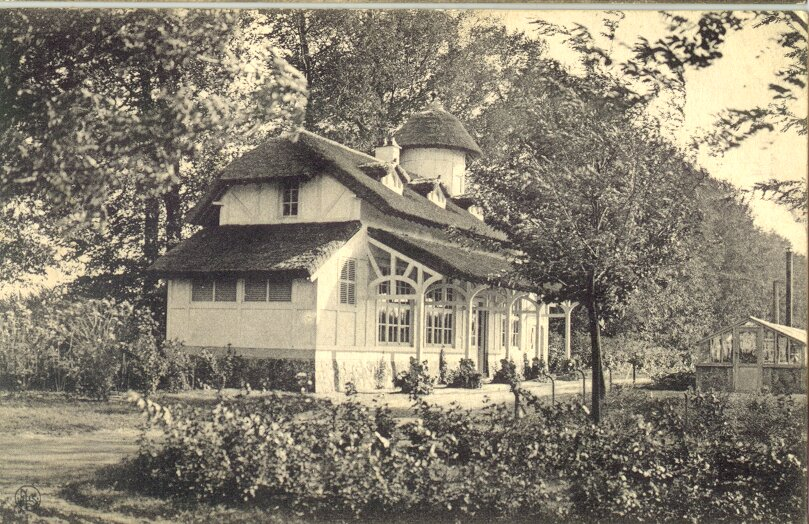
Dépendances de la villa Parmentier

À l'origine, l'endroit était une zone marécageuse parsemée d'étangs. Les terres provenant du percement de l'avenue de Tervueren vont en partie remblayer cette zone humide et deux étangs alimentés par un petit ru affluent de la Woluwe seront réaménagés.
Sur le haut de la colline surplombant l'avenue de Tervuren et le boulevard du Souverain, Parmentier construit une maison en bois qu'il aurait ramenée d'une exposition – très vite baptisée « chalet norvégien » par la population – et y ajoute des édicules néo-gothiques servant de dépendances et des serres qui, à une échelle plus modeste, ne sont pas sans rappeler celles de Laeken. Il s'y installe en 1903 en compagnie de sa gouvernante, de dix ans sa cadette, Antoinette Voet. Orpheline d'origine modeste, son mariage avec le riche entrepreneur, trois ans plus tard, fait jaser et brouille définitivement Edmond avec sa famille. Celui-ci étant déjà malade et incapable de se déplacer, la cérémonie civile se déroule dans la demeure du couple. À la mort d'Edmond, le 27 janvier 1910, au moment où s'achève le chantier du boulevard du Souverain, la riche héritière aura l'occasion de faire taire les mauvaises langues en léguant l'essentiel de sa fortune aux œuvres sociales.
Pendant la Première Guerre mondiale, la princesse Jeanne de Merode y accueille des combattants mutilés pour leur réapprendre un métier compatible avec leur handicap.
En 1919, l'État devient propriétaire des lieux. Un hôpital militaire y est établi, qui disparaîtra en 1925 à la suite d'un incendie.
En 1933, le parc et les bâtiments restants seront mis à la disposition de l'abbé Édouard Froidure. L'abbé crée au parc Parmentier les Stations de plein air, premières plaines de jeux bruxelloises, qui y sont toujours aujourd'hui, occupant la partie haute du parc. La partie basse fait partie des parcs publics de la Région bruxelloise.

## Descriptif
En raison des multiples fonctions qu'il a remplies, le parc Parmentier a été fort altéré au fil du temps. Il ne reste pas grand-chose de la trame de parc paysager d'origine sur la colline, d'ailleurs inaccessible au public. La plupart des bâtiments ont disparu, comme la maison d'Edmond Parmentier et, très récemment, l'ancien pavillon de chasse dont on ne connaît pas l'architecte. Subsistent, à l'état de carcasse rafistolée, une chapelle néo-gothique, le logis de la domesticité de style cottage anglais et les anciennes écuries.

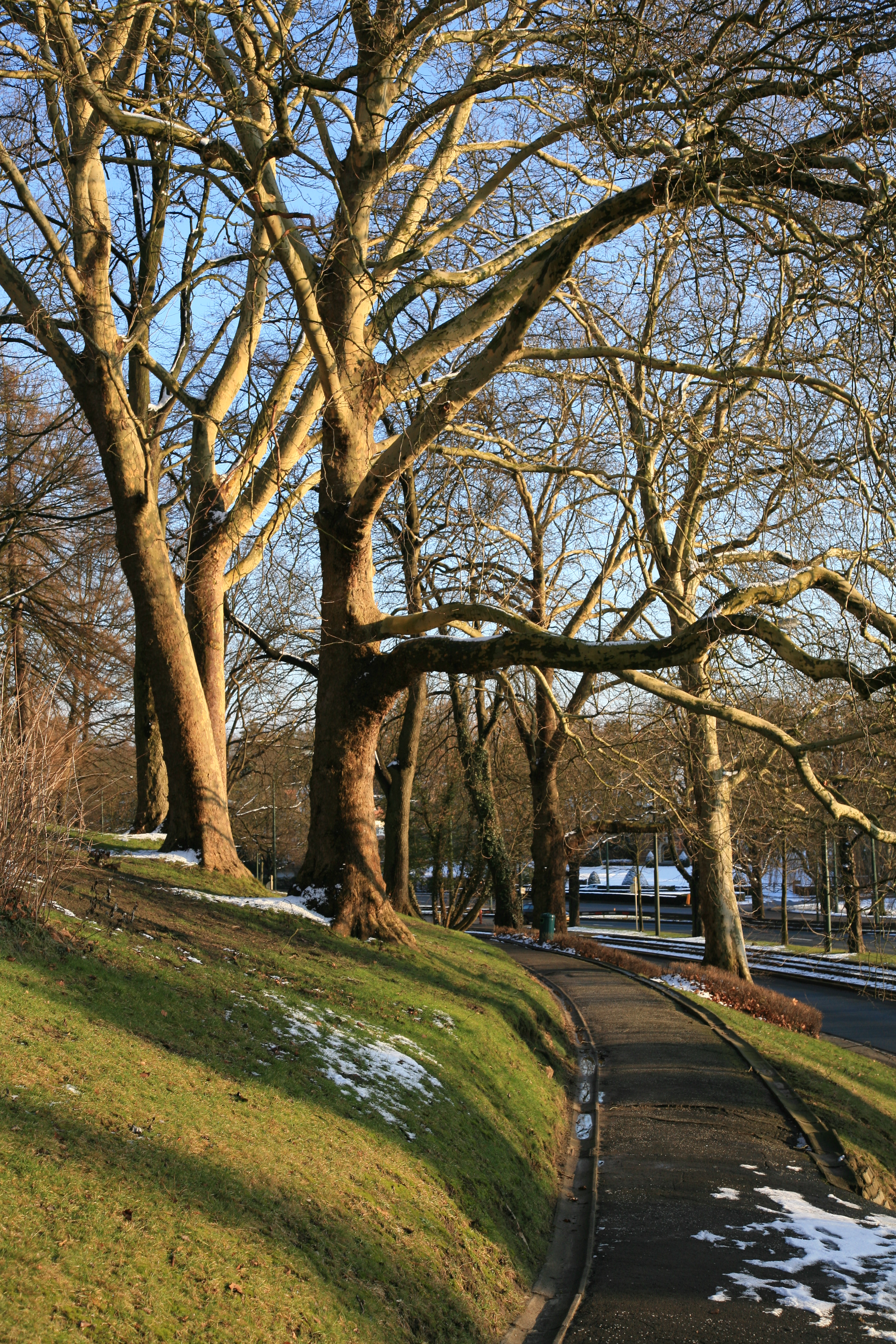
Parc Parmentier, flanc de colline

Seule la partie basse du parc Parmentier, située le long de l'avenue de Tervuren, est accessible au public. En raison sans doute d'un profil tout en longueur, fort exposé aux nuisances de la circulation automobile, et de sa difficulté d'accès, elle n'est guère fréquenté. Si les berges des étangs viennent d'être refaites dans le cadre d'une amélioration globale du régime hydraulique de la Woluwe à cet endroit, le couvert végétal, envahissant, a vieilli et transformé le parc en bois, dont toute clairière est désormais absente.
Reliquat des anciens marais de la Woluwe, le parc Parmentier présente une ambiance différente de celle des Étangs Mellaerts voisins. Il se compose de:
- une partie haute avec un chemin de ronde bien exposé au soleil et avec vue panoramique sur les Étangs Mellaerts où fleurissent en été marguerite et la centaure jacée. Le talus situé le long de l'avenue de Tervuren, sillonné de plusieurs chemins à flanc de coteau et parsemé de grands arbres, reste la partie visuellement la plus cohérente. On remarquera, sous un massif d'ifs, un bel assemblage de rocailles, récemment restauré, à l'angle de l'avenue Edmond Parmentier, là où se situait autrefois l'entrée principale de la propriété.

- une partie basse plus ombragée où s'étirent les étangs.

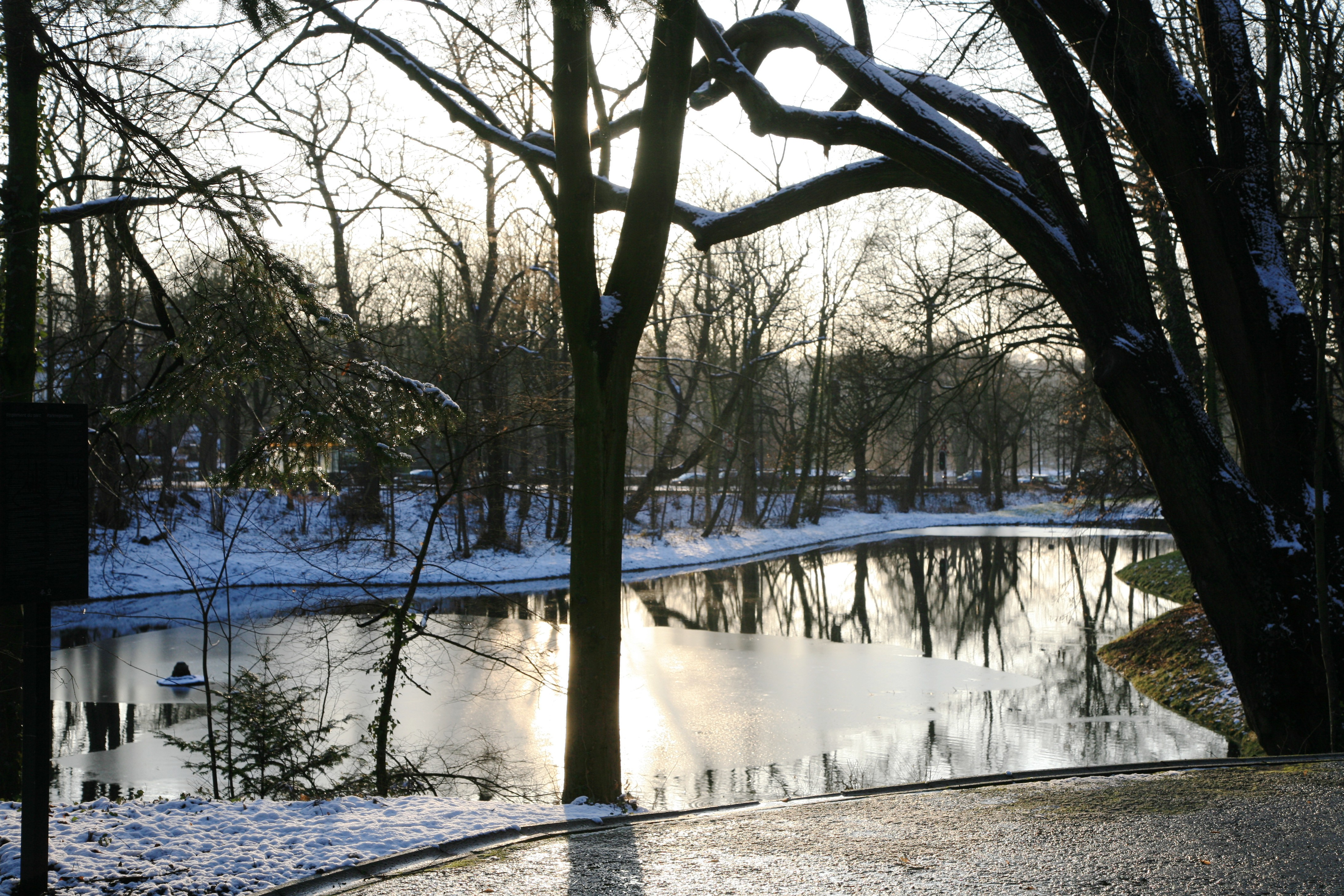
Étangs du parc Parmentier

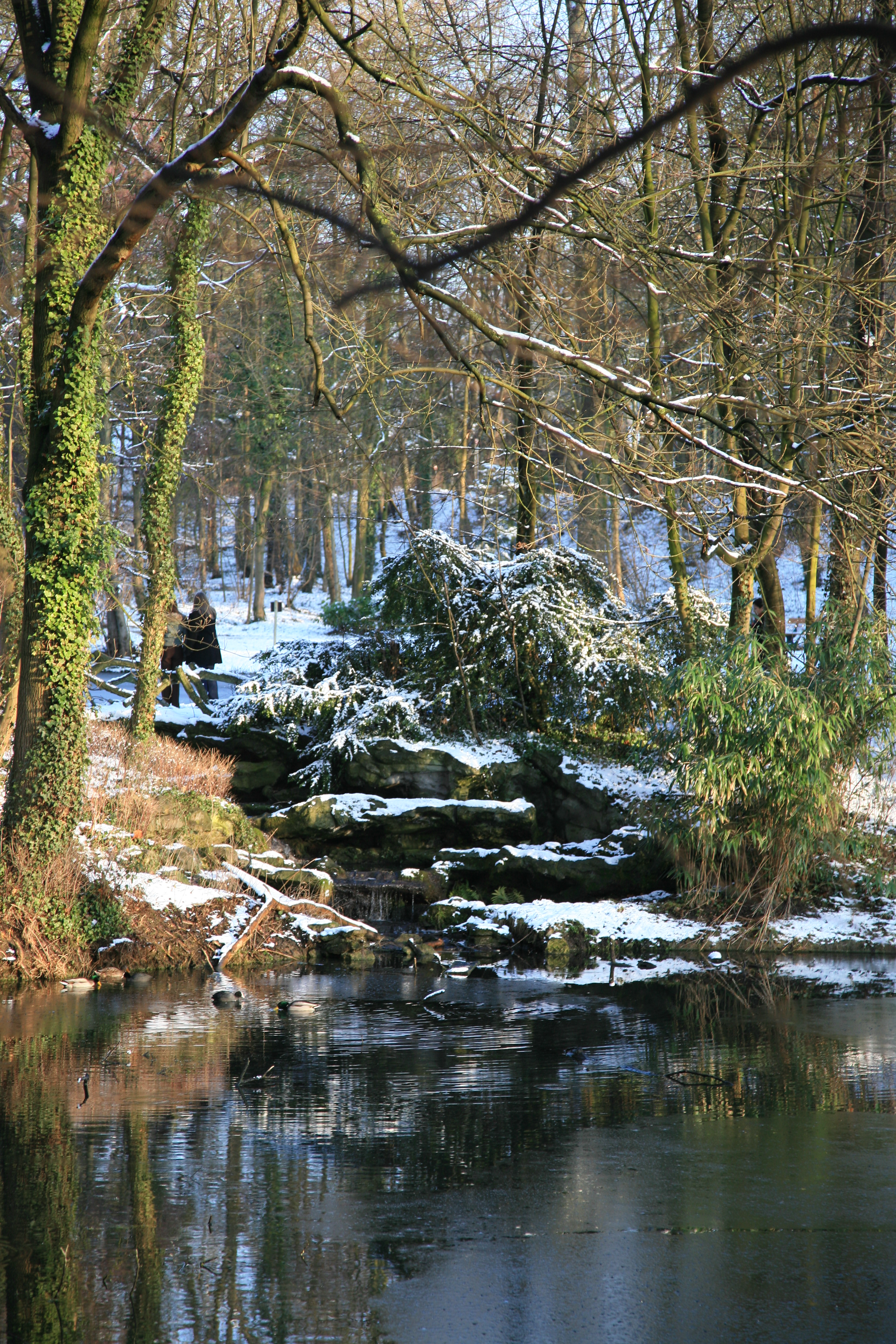
Cascade entre les deux étangs

L'ensemble forme une alternance de pelouses sèches, de hauts massifs boisés et de prairies humides. La floraison abondante de mai à juillet attirer de nombreux insectes et papillons.
Les deux étangs sont reliées par une cascade en faux rochers (rocaille) sur laquelle est jeté un pont rustique avec des rambardes imitant des branches entrelacées.

## Accès
Les accès se situent :
- avenue Edmond Parmentier (Chemin de Ronde),
- à l'angle de l'avenue de Tervueren et de l'avenue Edmond Parmentier (entrée avec escaliers),
- avenue de Tervueren et
- à l'angle de l'avenue des Orangers et des Fougères (vers les étangs).

## Arbres remarquables
Ci-dessous, quelques-uns des plus gros arbres remarquables du parc répertoriés par la Commission des monuments et des sites :
| nom français           | nom latin                | cir. en cm |
| ---------------------- | ------------------------ | ---------- |
| Séquoia géant          | Sequoiadendron giganteum | 467        |
| Séquoia géant          | Sequoiadendron giganteum | 432        |
| Robinier faux-acacia   | Robinia pseudoacacia     | 362        |
| Chêne rouge d'Amérique | Quercus rubra            | 335        |
| Chêne rouge d'Amérique | Quercus rubra            | 333        |
| Robinier faux-acacia   | Robinia pseudoacacia     | 325        |
| Hêtre d'Europe         | Fagus sylvatica          | 308        |
| Érable plane           | Acer platanoides         | 289        |
| Robinier faux-acacia   | Robinia pseudoacacia     | 285        |
| Chêne pédonculé        | Quercus robur            | 273        |